# Cameron Boyce
Cameron Mica Boyce (Los Ángeles, California; 28 de mayo de 1999-Los Ángeles, 6 de julio de 2019) fue un actor, bailarín y cantante estadounidense principalmente conocido por su papeles como Luke Ross en la serie original de Disney Channel Jessie, Conor en la serie original de Disney XD Gamer's Guide to Pretty Much Everything, y Carlos de Vil en la saga de películas originales de Disney Channel Descendants.

## Biografía

### Vida personal
Vivía en el área de Los Ángeles con su madre, su padre y su hermana menor. Le gustaba bailar breakdance y junto con cuatro de sus amigos era miembro del grupo de breakdancing "X Mob". Su padre es afroamericano y su madre es judía. Su abuela paterna, Jo Ann (Allen) Boyce, fue una de las Doce Clinton, los primeros afroamericanos a asistir a una escuela secundaria integrada en el sur, en 1956, según lo ordenado tras el caso Brown v. Board of Education.

### Carrera profesional
Boyce comenzó su carrera como modelo a los siete años de edad, apareciendo en el catálogo de Disney Store, y posteriormente en anuncios para revistas de Garnet Hill, Wilsons Leather, Jakks Pacific, Nestlé y K-Mart. También ha entrenado en varios estilos de danza, incluyendo breaking, hip-hop, jazz, moderno, tap y ballet.
En 2007, inició su carrera como actor a la edad de ocho años, apareciendo en anuncios de Kraft Macaroni and Cheese, Fruit Loops, y Bisquick. Al año siguiente, hizo su debut en el vídeo musical de la banda Panic! at the Disco That Green Gentleman (Things Have Changed), como un joven Ryan Ross. Más tarde, apareció en el vídeo musical de Ice Cube Yall Know How I Am y en el vídeo de Willow Smith Whip My Hair.
En julio de 2008, Boyce hizo su debut en televisión con un papel recurrente como Michael 'Stone' Cates Jr. en la serie General Hospital: Night Shift. En agosto de 2008 hizo su debut en el cine con un papel coprotagonista en la película de terror Mirrors, y también apareció en la película de misterio y suspenso Eagle Eye. En junio de 2010, Boyce coprotagonizó como Keith Feder, el hijo mimado de Adam Sandler en la comedia Grown Ups, y apareció más tarde ese mismo año haciendo gala de su destreza en el baile en la serie web The Legion of Extraordinary Dancers.
En abril de 2011, Boyce tuvo una aparición como invitado en la serie original de Disney Channel Good Luck Charlie y ese mismo mes fue uno de los bailarines que aparecieron en un homenaje a Royal Wedding, de la cadena ABC Dancing with the Stars. En junio de ese año tuvo un pequeño papel como uno de los compañeros de Judy en la comedia Judy Moody and the Not Bummer Summer y en agosto, fue uno de los bailarines en la serie original de Disney Channel Shake It Up, junto a la actriz y cantante Zendaya.
En septiembre de 2011, Boyce obtuvo un papel coprotagonista en la serie original de Disney Channel Jessie, como el hijo travieso de doce años de edad, llamado Luke Ross. Durante la preproducción del espectáculo, el papel de Luke fue pensado originalmente para ser un chico llamado Hiro, adoptado desde Corea, pero los directores de casting quedaron impresionados con Boyce durante el proceso de audición, y, finalmente, decidieron recrear el papel específicamente para él.
En 2013, Boyce coprotagonizó por segunda vez a Keith Feder en Grown Ups 2.
Más tarde, en 2015, es llamado para interpretar a Carlos de Vil, hijo de Cruella de Vil, en la película original de Disney Descendants, en 2017 interpreta nuevamente este papel en la película Descendants 2 y más tarde en 2019 vuelve a interpretar a Carlos de Vil en la película Descendants 3.

### Fallecimiento
Falleció el 6 de julio de 2019 a las 14:35 hora local, a la edad de 20 años en su casa en Los Ángeles. El deceso del actor se produjo mientras dormía, debido a una convulsión, resultado de una patología en curso por la que estaba siendo tratado. Luego se supo que el joven actor había sido previamente diagnosticado con epilepsia, por lo que se presumió que había tenido un status epilepticus que le provocó la muerte.
Se realizó una autopsia, pero la divulgación de la causa de muerte se aplazó, hasta que se realizara una investigación más a fondo dado que se pensaba que se trataba de un suicidio. Los resultados de la autopsia fueron publicados por el Departamento Forense del Condado de Los Ángeles el 30 de julio de 2019, confirmando que la causa de la muerte de Boyce se debió a una muerte repentina e inesperada por epilepsia. Sus restos fueron cremados en el Forest Lawn Funeral Home y las cenizas fueron entregadas a su padre, Victor Boyce.

## Filmografía
| Año  | Título                               | Rol            | Notas                                                  |
| ---- | ------------------------------------ | -------------- | ------------------------------------------------------ |
| 2008 | Mirrors                              | Michael Carson | Rol debut en cine                                      |
| 2008 | Eagle Eye                            | Sam Holloman   |                                                        |
| 2010 | Grown Ups                            | Keithie Feder  |                                                        |
| 2011 | Game On                              | Jugador #2     |                                                        |
| 2011 | Judy Moody and the Not Bummer Summer | Hunter         |                                                        |
| 2013 | Grown Ups 2                          | Keithie Feder  |                                                        |
| 2020 | Showbiz Kids                         | Él mismo       | Documental; publicación póstuma                        |
| 2020 | Runt                                 | Cal            | Publicación póstuma; último rol antes de fallecimiento |

| Año       | Título                                      | Rol                       | Notas                                         |
| --------- | ------------------------------------------- | ------------------------- | --------------------------------------------- |
| 2008      | General Hospital: Night Shift               | Michael "Stone" Cates Jr. | Recurrente; 7 episodios                       |
| 2010      | The Legion of Extraordinary Dancers         | Jasper James (joven)      | Episodio: "Origins"                           |
| 2011–2015 | Jessie                                      | Luke Ross                 | Principal; 100 episodios                      |
| 2011      | Good Luck Charlie                           | Falso Gabe Duncan         | Episodio: "The Singin' Dancin' Duncans"       |
| 2011      | Shake It Up                                 | Lil Highlighter Dancer    | Episodio: "Throw It Up"                       |
| 2012–2014 | Jake and the Never Land Pirates             | Jake                      | Voz; 36 episodios                             |
| 2014      | Ultimate Spider-Man                         | Luke Ross                 |                                               |
| 2015–2017 | Gamer's Guide to Pretty Much Everything     | Conor                     | Protagonista                                  |
| 2015      | Liv and Maddie                              | Krahgg                    | Episodio: "Prom-a-Rooney"                     |
| 2015      | Descendants                                 | Carlos De Vil             | Película para televisión                      |
| 2015      | Descendants: Wicked World                   | Carlos De Vil             | Principal (Voz)                               |
| 2016      | Bunk'd                                      | Luke Ross                 | Invitado, 2 episodios. "Luke Out Below"       |
| 2016      | Code Black                                  | Brody                     | Episodio: "Love Hurts"                        |
| 2017      | Descendants 2                               | Carlos De Vil             | Película para televisión                      |
| 2017      | Spider-Man                                  | Shocker / Herman Schultz  | Actor de voz; episodio: "Osborn Academy"      |
| 2019      | Descendants 3                               | Carlos De Vil             | Película para televisión; publicación póstuma |
| 2019      | Wicked Woods: A Descendants Halloween Story | Carlos de Vil             | Corto televisivo; publicación póstuma         |
| 2019      | Mrs. Fletcher                               | Zach                      | Serie de televisión; publicación póstuma      |
| 2021      | Paradise City                               | Simon                     | Serie de televisión; publicación póstuma      |

| Año  | Título          | Rol      | Notas |
| ---- | --------------- | -------- | ----- |
| 2010 | Just Dance Kids | Bailarín |       |

## Discografía

### Álbumes en bandas sonoras
| Descendants                                                                 | - Lanzamiento: 31 de julio de 2015 - Formato: CD, descarga digital - Discográfica: Walt Disney Records | 1 | 1 | 57 | 178 | 102 | 50 | 19 | 50 | — | 36 |
| Descendants 2                                                               | - Lanzamiento: 21 de julio de 2017 - Formato: Descarga digital - Discográfica: Walt Disney             | 6 | 1 | 64 | 192 | —   | —  | —  | —  | — | —  |
| "—" indica que el álbum no fue lanzado o no se posicionó en ese territorio. | |   |   |    |     |     |    |    |    |   |    |

### Sencillos
| "Ways to Be Wicked" (con Dove Cameron, Sofia Carson & Booboo Stewart)          | 2017 | — | Descendants 2 |
| "—" indica que el sencillo no fue lanzado o no se posicionó en ese territorio. |      |   |               |

### Otras canciones listadas
| "Rotten to the Core" (con Dove Cameron, Booboo Stewart & Sofia Carson)                                                                 | 2015 | 38 | 66 | - RIAA: Oro | Descendants   |
| "Set it Off" (con Dove Cameron, Sofia Carson, Booboo Stewart, Mitchell Hope, Sarah Jeffery & Jeff Lewis)                               | 2015 | —  | —  |             | Descendants   |
| "Chillin' Like a Villain" (con Sofia Carson, Booboo Stewart & Mitchell Hope)                                                           | 2017 | 95 | —  |             | Descendants 2 |
| "It's Goin' Down" (con Dove Cameron, Sofia Carson, Booboo Stewart, China Anne McClain, Mitchell Hope, Thomas Doherty & Dylan Playfair) | 2017 | 77 | —  |             | Descendants 2 |
| "You and Me" (con Dove Cameron, Sofia Carson, Booboo Stewart, Mitchell Hope & Jeff Lewis)                                              | 2017 | —  | —  |             | Descendants 2 |
| "—" indica que no fue lanzado o no se posicionó en ese territorio.                                                                     |      |    |    |             |               |

### Apariciones
| Título              | Año  | Otro(s) artista(s)                          | Álbum                       |
| ------------------- | ---- | ------------------------------------------- | --------------------------- |
| "Jolly to the Core" | 2016 | Dove Cameron, Sofia Carson & Booboo Stewart | Disney Channel Holiday Hits |

### Videos musicales
| Título                                       | Año                    | Otro(s) artista(s)                                  | Álbum                       | Director(es)           | Ref.                   |
| Como artista principal                       | Como artista principal | Como artista principal                              | Como artista principal      | Como artista principal | Como artista principal |
| -------------------------------------------- | ---------------------- | --------------------------------------------------- | --------------------------- | ---------------------- | ---------------------- |
| "Jolly to the Core"                          | 2016                   | Dove Cameron, Sofia Carson & Booboo Stewart         | Disney Channel Holiday Hits | Desconocido            | [ 46 ]                 |
| "Ways to Be Wicked"                          | 2017                   | Dove Cameron, Sofia Carson & Booboo Stewart         | Descendants 2               | Kenny Ortega           | [ 47 ]                 |
| Apariciones                                  |                        |                                                     |                             |                        |                        |
| "That Green Gentleman (Things Have Changed)" | 2008                   | Panic! at the Disco                                 | Pretty. Odd.                | Alan Ferguson          | [ 48 ]                 |
| "Y'all Know How I Am"                        |                        | Ice Cube featuring OMG, Doughboy, WC & Young Maylay | I Am the West               |                        |                        |

## Premios y nominaciones
| Año  | Premio                                                              | Categoría                                                                        | Trabajo nominado | Resultado | Ref.   |
| ---- | ------------------------------------------------------------------- | -------------------------------------------------------------------------------- | --- | --------- | ------ |
| 2012 | Asociación de la Prensa Extranjera de Hollywood: Young Artist Award | Mejor actuación en una película - elenco joven                                   | Judy Moody and the Not Bummer Summer (junto a Jordana Beatty, Preston Bailey, Parris Mosteller, Garrett Ryan, Ashley Boettcher, Taylar Hender y Jackson Odell) | Ganador   | [ 49 ] |
| 2017 | Premios Emmy: Daytime Award                                         | Anuncio Promocional Excepcional                                                  | Timeless Heroes – Be Inspired | Ganador   | [ 50 ] |
| 2018 | Pioneering Spirit Award                                             | "por un esfuerzo inspirador al apoyar la lucha contra la crisis hídrica mundial" | Thirst Project | Ganador   | [ 51 ] |